# Lyperia
Lyperia é um género botânico pertencente à família Scrophulariaceae.